# Lynn LeMay
Lynn LeMay (Tacoma, Washington; 17 de diciembre de 1961) es una actriz pornográfica retirada, directora, modelo erótica y productora estadounidense.

## Biografía
Nacida en la ciudad de Tacoma (en el estado de Washington) en 1961, antes de entrar en la industria del cine porno, LeMay primero trabajó como estríper y después como bailarina en Hawái, donde actuó con el nombre de Jessica Wylde. Se casó a los 17 años y se divorció con 23. Mientras actuaba en Nueva York, se le preguntó si estaba dispuesta a grabar unas escenas de lucha libre con la también actriz porno Tasha Voux, lo que la llevó a ser su primera escena en el cine X.
En el otoño de 2006 fundó su productora de cine para adultos LeMayzing Pictures. Entre 2006 y 2009 desarrolló su parcela como directora de cine porno, llegando a grabar hasta 12 películas. En 2010 puso su punto final como actriz, grabando hasta entonces más de 330 películas.
Por su labor como actriz, ingresó en el Salón de la Fama de los Premios AVN en 2006 y de los XRCO en 2011.

## Premios y nominaciones
| Año  | Ceremonia    | Resultado | Premio                  | Trabajo                  |
| ---- | ------------ | --------- | ----------------------- | ------------------------ |
| 1989 | Premios AVN  | Nominada  | Mejor actriz revelación | —                        |
| 1989 | Premios AVN  | Nominada  | Mejor actriz de reparto | Power Blonde             |
| 1991 | Premios AVN  | Nominada  | Mejor actriz            | Midnight Fire            |
| 1994 | Premios AVN  | Nominada  | Mejor actriz de reparto | The Smart Ass Delinquent |
| 2006 | Premios AVN  | Ganadora  | Salón de la Fama        | —                        |
| 2011 | Premios XRCO | Ganadora  | Salón de la Fama        | —                        |